# Radiantismo

Simbolo internazionale dei radioamatori

Il radiantismo è un'attività culturale che per "studio ed istruzione personale" (come previsto dalla normativa ministeriale) consente ai soggetti abilitati, sulle bande a loro assegnate, la sperimentazione in campo radio.
Il termine deriva dalla radice "radianti", nome assegnato ai radioamatori, all'epoca di Marconi.

## Storia
Le origini del radiantismo risalgono alla fine del XIX secolo. Tuttavia, il radiantismo come viene praticato oggi cominciò a diffondersi solo all'inizio del XX secolo. La prima lista di stazioni radioamatoriali risale al 1909, quando venne inclusa nel First Annual Official Wireless Blue Book of the Wireless Association of America. Questo primo callbook elencava le stazioni radiotelegrafiche del Canada e degli Stati Uniti, tra cui anche 89 stazioni amatoriali. Come la nascita radio in generale, gli albori del radiantismo sono fortemente legati a vari sperimentatori amatoriali. Negli anni, i radioamatori hanno dato un importante contributo alla scienza, all'ingegneria e all'industria. Quest'ultima ha subito un significativo sviluppo grazie alla ricerca compiuta dai radioamatori.Inoltre l'intervento dei radioamatori si rivela spesso decisivo in situazioni d'emergenza.

## Attività e pratiche

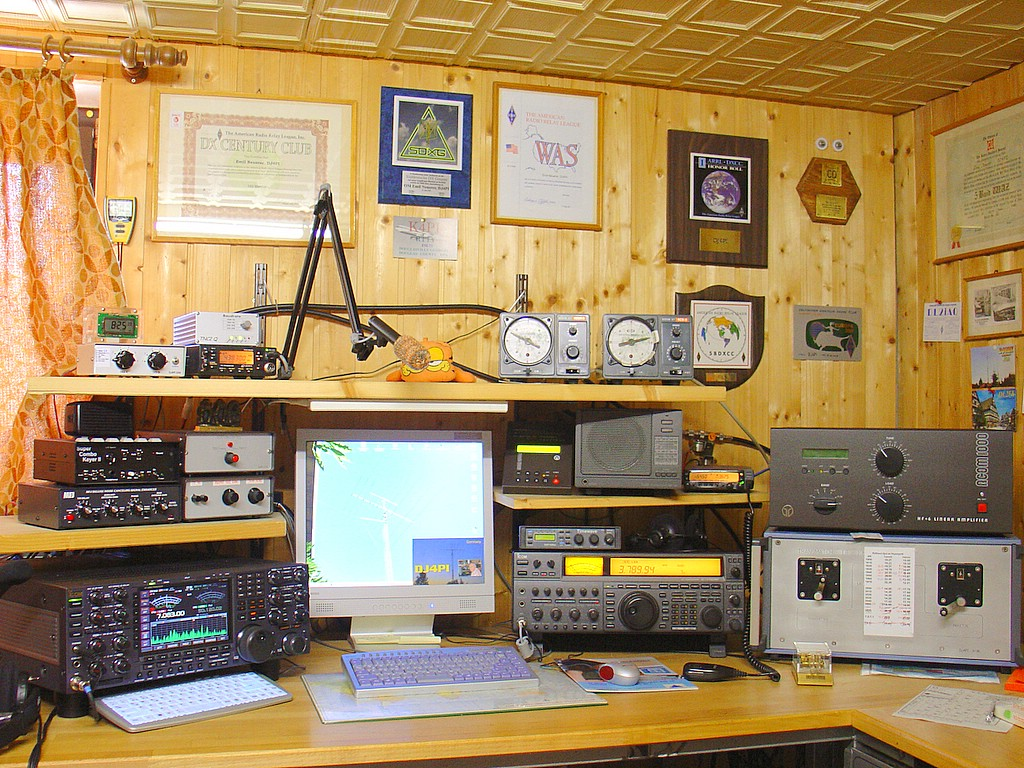
Una stazione radio con quattro apparati ricetrasmettitori, amplificatori, un computer per le trasmissioni digitali; sulla parete vari riconoscimenti e una cartolina QSL di un ricevitore straniero testimoniante un collegamento effettuato con successo a lunga distanza

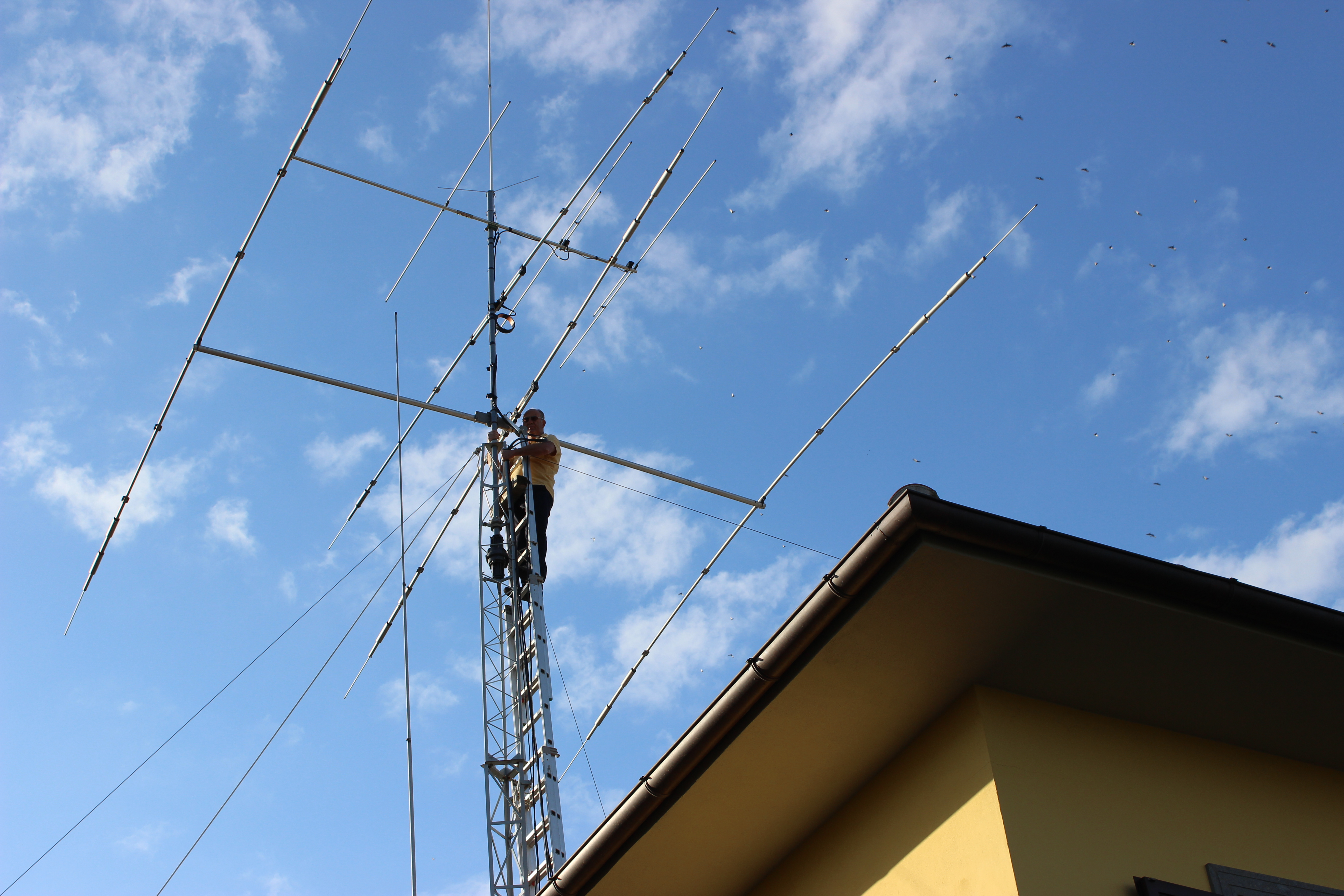
Antenna radio amatoriale, usata per la banda HF, di tipo YAGI direttiva. Le antenne per le gamme HF sono le più voluminose, su quelle di tipo direttivo viene di solito montato un motore, alla base, detto rotore (o rotatore) che permette di orientare la posizione dell'antenna con un comando remoto posto nella stazione.

### Spettro radio
Per quanto riguarda le voci sullo spettro radio, si considera la designazione ITU per la suddivisione dello spettro delle radiofrequenze. Alcune bande sono riservate agli usi IEEE o NATO.

## Le modalità di trasmissione
I radioamatori possono trasmettere voce e dati, modulando in vari modi l'onda portante, cioè l'oscillazione elettromagnetica ad alta frequenza che si propaga nello spazio. Di seguito sono elencati i principali modi in uso.

### CW
CW sono le iniziali di Continuous Wave e cioè la ricezione e trasmissione di messaggi telegrafici alfanumerici con l'uso del codice Morse.
Si emette l'onda portante nel momento in cui il tasto è premuto. È stato il primo metodo utilizzato per comunicare via radio, vista la sua semplicità e affidabilità. Anche se in alcuni settori il Morse è in via di dismissione, sostituito da metodi digitali più recenti, i radioamatori lo utilizzano ancora su tutte le bande, perché l'ottima riconoscibilità del segnale permette collegamenti spesso impossibili con altri metodi, a parità di condizioni di propagazione.

### AM
Significa Amplitude Modulation, cioè modulazione di ampiezza ed è il modo più semplice per trasmettere la voce via radio. I radioamatori non la usano più ormai da qualche decennio, avendola sostituita con la SSB o con la FM (vedi seguito).

### SSB
La sigla sta per Single Side Band e consiste nel trasmettere solo una delle due bande laterali risultanti dalla modulazione AM. I vantaggi rispetto a quest'ultima sono dati dal dimezzamento della banda passante, assenza di emissione quando non si parla, rendimento in potenza più che raddoppiato a parità di componenti e migliore sensibilità in ricezione. È il modo preferito dai radioamatori per trasmettere la voce a grande distanza.
Visto che le bande laterali sono due, a seconda che si trasmetta quella inferiore o superiore si hanno i due modi LSB (lower side band) oppure USB (upper side band). Per motivi storici i radioamatori utilizzano la LSB al di sotto dei 10 MHz e la USB al di sopra di questa soglia.

### FM
La sigla sta per Frequency Modulation e significa modulazione di frequenza. È un modo per trasmettere la voce che supera molti dei limiti della AM. Il segnale è dato da una portante continua, la cui frequenza devia seguendo l'ampiezza della voce.
Il vantaggio principale rispetto alla AM è dato dalla ottima immunità ai disturbi, sia naturali sia artificiali ed è inoltre possibile amplificare il segnale senza doverne necessariamente mantenere la linearità dell'ampiezza, dunque con circuiti più semplici ed efficienti.
Questo metodo però impiega in maniera non efficace la potenza messa a disposizione dal trasmettitore, a causa della portante continua.

### SSTV
La sigla sta per Slow Scan Television, ovvero televisione a scansione lenta ed è un modo per trasmettere immagini attraverso la radio. Nata come una vera televisione a scansione lenta con circa un fotogramma al secondo e così impiegata negli anni cinquanta, sessanta e settanta, si è poi trasformata in una trasmissione di immagini fisse, che nella modalità più rapida disponibile è in grado di inviare un'immagine in bianco e nero, a bassa risoluzione, in circa 8 secondi. I radioamatori in genere le creano con appositi programmi per computer, utilizzando immagini personali o della propria città, a cui viene sovrapposto il proprio nominativo.
Le modalità più utilizzate sono il Martin, creato dal radioamatore inglese Martin Emmerson (G3OQD) e Scottie, creato dallo scozzese Eddie Murphy (GM3BSC). Entrambi consentono di inviare un'immagine a colori di buona risoluzione, con tempi a partire da circa un minuto e mezzo. Esistono poi anche i modi Robot e AVT.
In Europa il modo più utilizzato è il Martin M1, mentre negli USA preferiscono lo Scottie S1 e in Giappone usano molto i modi Robot e AVT. Di recente si iniziano a utilizzare dei modi digitali relativamente rapidi per trasmettere immagini sulle onde corte, realizzando quindi la SSTV digitale.

### ATV
Il modo ATV, cioè Amateur TeleVision, riguarda la trasmissione di vere e proprie immagini televisive, complete di audio.
Il segnale viene modulato secondo lo stesso schema utilizzato dalle trasmissioni televisive via satellite di tipo analogico (ormai soppiantate da quelle digitali): video in FM e audio su sottoportanti, anch'esse in FM.
La larghezza di banda necessaria a un simile segnale è compresa tra i 20 e i 30 MHz e quindi la prima banda utilizzabile è quella dei 23 cm, visto che più in basso non c'è abbastanza spazio contiguo. Un vantaggio di questa banda è dato anche dal fatto che si possono utilizzare per la ricezione dei normali ricevitori satellitari analogici, disponibili a bassissimo prezzo sul mercato dell'usato. La frequenza di ingresso di questi ricevitori è infatti compresa in genere tra 950 MHz e oltre 2 GHz, comprendendo l'intera banda amatoriale dei 23 cm.
Sono iniziate di recente le sperimentazioni per la ATV digitale.

### Modulazioni digitali
Negli ultimi anni, grazie all'applicazione dell'informatica alla comunicazione radio, sono nati molti nuovi modi di comunicazione, basati sulla variazione di tutti i parametri di una portante: ampiezza, frequenza e fase. Solo il primo di questi metodi, la RTTY, è usato da alcuni decenni.

#### RTTY
La Radio Teletype, o telescrivente via radio, consiste nel trasmettere due portanti ravvicinate, una delle quali codifica lo 0 e l'altra l'1 binario, utilizzando pertanto una modulazione FSK. La velocità usata dai radioamatori è molto bassa (45,45 bit al secondo), perché il segnale deve propagarsi in condizioni di estrema variabilità. Il codice usato è di solito il Baudot, a 5 bit e lo shift di frequenza è di 170 Hz.

#### AMTOR
Sta per amateur teletype over radio ed è un miglioramento del modo RTTY. Trasmesso in genere a 100 bit/s, contiene sia codici di controllo errore sia, nella modalità ARQ, lo scambio continuo di segnali di avvenuta ricezione.
Più di recente sono nati modi ancora più ottimizzati per la trasmissione di dati via radio, successori dell'Amtor, come ad esempio il Pactor e il Clover.

#### Packet
È utilizzato sia nelle HF (a 300 bit al secondo) sia nelle frequenze superiori (a 1200 o 9600 bit/s). I dati binari sono inviati in pacchetti e si usa per gestire BBS o nodi di comunicazione di vario genere.

#### PSK31
Consiste nel modificare la fase della portante (PSK) a velocità molto bassa (circa 31 bit/s).
Esiste sia nel modo a due fasi (BPSK) sia a quattro fasi (QPSK) e anche a velocità doppia (PSK63) o quadrupla (PSK125). È un modo molto robusto, destinato alle conversazioni a lunga distanza, ma non adatto al trasferimento di file.

#### Feld-Hell
Sviluppato negli anni venti del 1900 in Germania, dal professore Rudolf Hell, fu poi utilizzato nelle macchine telescriventi dell'esercito tedesco. Oggi si usa con programmi via computer ed è un modo che in effetti non si può definire digitale, perché è formato da una emissione simile al CW, temporizzata in modo da disegnare nel ricevitore la forma dei caratteri trasmessi. Questa caratteristica rende questo modo molto robusto, perché spesso l'occhio umano riesce a cogliere la forma di un carattere in mezzo ai disturbi, anche se appena abbozzato.
Recentemente è stato usato nei collegamenti via EME (Earth-Moon-Earth Terra-Luna-Terra) con risultati lusinghieri.

#### MFSK
Sta per multiple frequency shift keying. È una pratica un po' come la RTTY, solo che invece di due portanti se ne usano 8 o 16 o un altro numero, mai piccolo. In questo modo ogni impulso trasporta più di 1 bit e la maggiore velocità può essere usata a favore della rapidità di trasmissione, oppure per rendere più robusto lo scambio dei messaggi.
Esiste una vasta gamma di modi, all'interno della famiglia MFSK.

#### MT63
Modo molto recente e avanzato che, attraverso l'uso di molte portanti in parallelo, trasmette in modo robusto un segnale di discreta velocità attraverso il canale audio di larghezza di banda non superiore ai 2 kHz.
Un altro metodo simile, sempre di sviluppo recente, è il modo Olivia.

#### D-STAR
Trasmissione digitale che utilizza la modulazione GMSK. Con questo sistema è possibile trasmettere voce e nel contempo dati come ad esempio le coordinate fornite da un ricevitore GPS (in modo da localizzare in tempo reale la posizione del trasmettitore).

#### ROS
Trasmissione digitale nata nel 2010 di derivazione MFSK. Utilizza svariati toni per rappresentare una costellazione di simboli, inoltre implementa il FEC per la correzione d'errori e l'algoritmo Viterbi per irrobustirne ulteriormente l'efficacia in condizioni di segnali bassi o rumore molto forte. Spinto al limite delle sue possibilità fornisce collegamenti senza errori a oltre -25 dB SNR.

#### C4FM
Modo di trasmissione digitale che utilizza la tecnica FDMA (Frequency Division Multiple Access). Utilizza una banda digitale, per la sola fonia, di 12,5 kHz, oppure due bande da 6,25 kHz per trasmissione simultanea fonia e dati. Il sistema C4FM, di recente sviluppo, si è diffuso velocemente grazie a una serie di repeater gestiti da radioamatori (non a scopo di lucro), interconnessi tra loro tramite rete internet. Realizzando così una copertura pressoché mondiale chiamata WiresX.

## La comunicazione tra i radioamatori
I radioamatori usano la radio principalmente per comunicazioni tecniche (la libertà d'espressione permette di esprimersi su qualsiasi argomento). Possono essere scambiate opinioni d'indole personale e notizie tecniche e scientifiche. Durante il collegamento vengono scambiati dei "rapporti", cioè una sequenza di numeri, per indicare la qualità complessiva del segnale ricevuto e della modulazione di chi sta parlando.
In telegrafia il rapporto è composto da tre numeri, indicati come RST dove:
- R=Readability: l'intelleggibilità del messaggio ricevuto,
- S=Strength: l'intensità del segnale ricevuto,
- T=Tone: la qualità del tono modulante trasmesso.

Il rapporto RST, nella sua interezza, indica la qualità complessiva della radiocomunicazione.
In fonia (SSB, FM, AM) il rapporto è composto solo dai primi due numeri, cioè R e S.
Al termine della comunicazione è buona norma compilare sempre il log di stazione, il diario obbligatorio, sul quale vengono elencati i collegamenti effettuati. Attualmente esistono molti software che permettono l'inserimento dei contatti nel PC. Per le conferme dei contatti possono essere compilate le cartoline di conferma dette anche QSL card o più brevemente QSL e inviate tramite il servizio del "Bureau" per i soci ARI, o tramite il servizio postale. Vi è anche una possibilità di scambiare QSL tramite un sito web e in questo caso la QSL card è detta e-qsl.
La notevole duttilità delle tipiche stazioni radioamatoriali (capaci in alcuni casi di operare ovunque e anche senza l'alimentazione proveniente dalla rete elettrica e senza ponti radio) è stata più volte evidenziata e apprezzata in occasione di emergenze siano esse calamità naturali collettive (terremoti, allagamenti, frane, ecc.) che contingenti al singolo individuo (smarrimenti in lande inesplorate, infortuni, malattie, ecc.).

### La cartolina QSL
La cartolina QSL è una cartolina personale, normalmente composta da un'immagine o fotografia, con sovrastampato il nominativo della propria stazione, e i dati essenziali del collegamento effettuato.
Una tipica QSL da spedire conterrà il nominativo, per esempio IK1AAA, i dati del collegamento effettuato, ossia la banda, (ad esempio 20 m), il modo (ad esempio 2x SSB), la data e l'ora, unitamente al rapporto dato al corrispondente. Le cartoline QSL sono non soltanto una cortesia, cioè una conferma del collegamento avvenuto, ma diventano utili per l'ottenimento di un diploma.
A tal fine è molto importante far precedere al modo di emissione l'indicazione 2x, ovvero che il collegamento è stato bilaterale. Solo così le QSL sono valide per conseguire eventuali diplomi.
Nell'attività di SWL (Short Wave Listener) la QSL serve a certificare l'avvenuto ascolto (ricezione) di un collegamento bilaterale (QSO) tra due (o più) radioamatori. In questo caso l'SWL invierà la QSL a entrambi i radioamatori ascoltati fornendo i dati relativi al QSO, quali nominativi, data, orario, rapporti RST, banda, nomi, condizioni di ascolto, ecc. È quindi doveroso da parte dei radioamatori ascoltati rispondere allo SWL con QSL di conferma che permettano il conseguimento dei diplomi.
I soci delle associazioni radiantistiche che utilizzano il Bureau possono fare lo scambio di QSL tramite le associazioni del loro Paese: in Italia il servizio è compreso nella quota associativa A.R.I.

### I contest

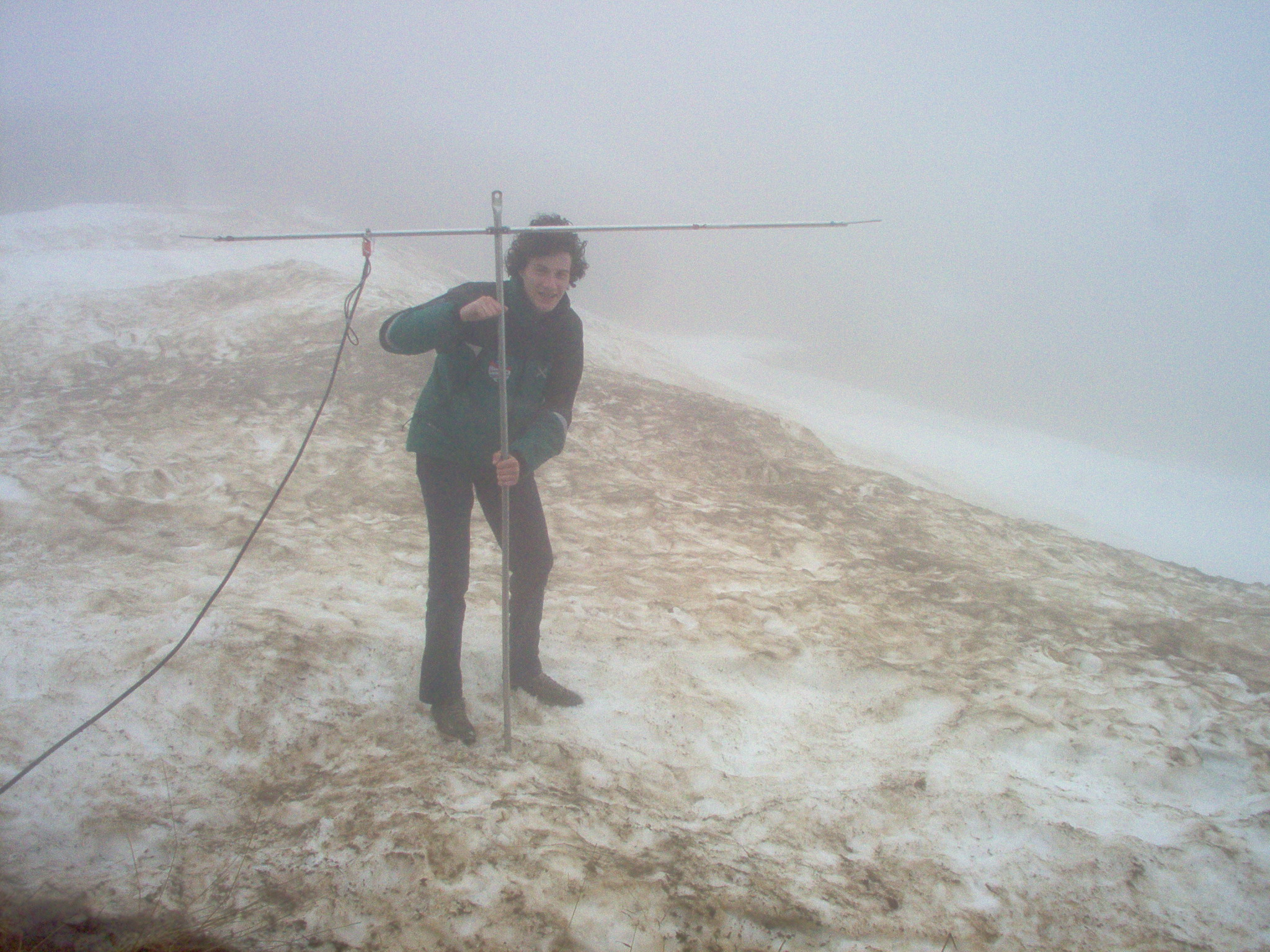
Radioamatore durante un contest in VHF

I contest sono delle gare organizzate dalle associazioni di radioamatori in cui si premia chi stabilisce più collegamenti (punteggio più elevato) in un tempo limitato dalle regole del contest medesimo (tenendo conto di potenza, distanza e banda). I contest vengono effettuati solitamente nei weekend e hanno una durata di varie ore, per esempio di 24-48 ore. Il libro di stazione, attualmente sostituibile da file in maggioranza tipo "Cabrillo" con i collegamenti eseguiti, viene inviato agli organizzatori del contest che provvedono a controllarne la correttezza, confrontandoli con i log dei corrispondenti (controllo incrociato).
I partecipanti ai contest, solitamente, tendono a portarsi su alture o su isole a seconda della frequenza utilizzata o dalle regole del contest, a causa della minore presenza di ostacoli alle onde elettromagnetiche. Tale evenienza comporta l'uso (dove non è presente una linea elettrica) di batterie di accumulatori e di pannelli solari: fattori che contribuiscono solitamente nel punteggio della gara. Il contest può essere eseguito anche nella propria abitazione.
Per un'equa competizione è di fondamentale importanza l'osservanza del regolamento da parte dei partecipanti specialmente nei contest dove la potenza di emissione è diversificata in QRP (potenza massima in antenna di 5 W) o in QRO da 100 a 500 W consentiti in Italia.

### I diplomi
Molte associazioni radioamatoriali mondiali rilasciano dei diplomi, cioè degli attestati, a dimostrazione del raggiungimento di un certo numero di collegamenti con un certo numero di Paesi o province, ecc.
Il diploma più importante, ricercato dalla maggioranza dei radioamatori, è il DXCC (DX Century Club) istituito nel 1935 dall'ARRL, l'associazione radioamatoriale degli Stati Uniti d'America.
Per ottenere questo diploma è necessario dimostrare, tramite le QSL ricevute, di essersi collegati con almeno 100 differenti entità, ognuna con la conferma della cartolina. L'entità può essere uno Stato politico, ma anche un'isola che disti almeno 100 chilometri dalla terraferma. In Italia, ad esempio, la Sardegna è considerata un'entità separata dall'Italia, cosa che non avviene per la Sicilia.
Oltre al DXCC, tra i numerosi altri diplomi esistenti sono molto seguiti il diploma delle isole mondiali (IOTA, cioè Islands On The Air) e il diploma delle 40 zone in cui è diviso il mondo (WAZ).

## Codici

### Codice Q
Il codice Q è un codice universale per le comunicazioni marittime e aeree telegrafiche composto da tre lettere iniziante sempre con Q, usato in parte dai radioamatori.

### Codice Morse
per la tabella dei codici Vedi codice morse

### Alfabeto fonetico ICAO
È chiamato anche alfabeto ITU o alfabeto NATO.
| Lettera | Fonetico | Lettera | Fonetico | Lettera | Fonetico | Lettera | Fonetico |
| ------- | -------- | ------- | -------- | ------- | -------- | ------- | -------- |
| A       | Alpha    | J       | Juliet   | S       | Sierra   | 2       | Two      |
| B       | Bravo    | K       | Kilo     | T       | Tango    | 3       | Tree     |
| C       | Charlie  | L       | Lima     | U       | Uniform  | 4       | Fower    |
| D       | Delta    | M       | Mike     | V       | Victor   | 5       | Fife     |
| E       | Echo     | N       | November | W       | Whiskey  | 6       | Six      |
| F       | Foxtrot  | O       | Oscar    | X       | X-ray    | 7       | Seven    |
| G       | Golf     | P       | Papa     | Y       | Yankee   | 8       | Eight    |
| H       | Hotel    | Q       | Quebec   | Z       | Zulu     | 9       | Niner    |
| I       | India    | R       | Romeo    | 1       | One      | 0       | Zero     |

Quando è necessario rendere "portatile" o "mobile" il proprio nominativo (vedasi sopra), il segno di barra "/", che è a sé stante nell'alfabeto Morse, viene invece citato in fonia con "barra", o "barrato" o stroke in inglese.
Ad es., il nominativo IK1AAA/IV3 viene enunciato "india kilo uno alfa alfa alfa barrato india victor tre", o, in inglese, "india kilo one alpha alpha alpha stroke india victor three".